# RS-825
Pour les articles homonymes, voir Route 825.
La RS-825 est une route locale du Centre-Ouest de l'État du Rio Grande do Sul qui relie la BR-287 à la municipalité de Nova Esperança do Sul. Elle est longue de 11,110 km et dessert les communes de Santiago et Nova Esperança do Sul.